# (2922) Dikanʹka
(2922) Dikanʹka (1976 GY1; 1954 GE; 1961 AP; 1976 JK; 1978 YZ; 1983 CR3) ist ein ungefähr sechs Kilometer großer Asteroid des inneren Hauptgürtels, der am 1. April 1976 vom russischen (damals: Sowjetunion) Astronomen Nikolai Stepanowitsch Tschernych am Krim-Observatorium (Zweigstelle Nautschnyj) auf der Halbinsel Krim (IAU-Code 095) entdeckt wurde.

## Benennung
(2922) Dikanʹka wurde nach Dikanʹka, einem kleinen ukrainischen Dorf benannt. Es wird im Werk Abende auf dem Weiler bei Dikanka von Nikolai Wassiljewitsch Gogol, nach dem der Asteroid (2361) Gogol benannt wurde, erwähnt.